# Суингл, Уолтер Теннисон
Уолтер Теннисон Суингл (англ. Walter Tennyson Swingle; 1871—1952) — американский ботаник и миколог, специалист по цитрусовым растениям.

## Биография
Уолтер Теннисон Суингл родился 8 января 1871 года в городе Кейнан (Пенсильвания) в семье Джона Флетчера и Мэри Эстли Суингл. Через несколько лет семья Уолтера переехала в Канзас. Суингл учился в Сельскохозяйственном колледже штата Канзас (ныне — Университет штата Канзас), окончил его со степенью бакалавра в 1890 году. С 1891 по 1941 Суингл работал в Департаменте сельского хозяйства США. С 1895 по 1896 он учился у Э. Страсбургера в Боннском университете. После возвращения в Канзас, в 1896 году Суингл получил степень магистра. В 1898 году он снова отправился в Европу, учился у В. Пфеффера в Лейпцигском университете. В 1901 году Уолтер Теннисон женился на Люси Ромстед. В 1910 году Люси умерла, и через 5 лет Уолтер женился на Мод Келлерман, дочери ботаника Уильяма Келлермана (1850—1908). В 1941 году Суингл ушёл на пенсию. Он скончался в своём доме в Вашингтон 19 января 1952 года.

## Некоторые научные работы
- Swingle, W.T. (1889). A list of the Kansas species of Perenosporaceae. Transactions of the annual meetings of the Kansas Academy of Science 11: 63—87.
- Swingle, W.T.; Webber, H.J. (1897). Hybrids and their utilization in plant breeding. Yearbook of Department of Agriculture 1897: 383—420.
- Swingle, W.T. (1904). The Date Palm. 155 p.
- Swingle, W.T.; Kellerman, M. (1914). Citropsis, a new tropical African genus allied to Citrus. Journal of agricultural Research 1(5): 419—436.
- Swingle, W.T.; Robinson, T.R.; Savage, E.M. (1931). New Citrus hybrids. 20 p.
- Swingle, W.T. in Webber, H.J.; Batchelor, L.D. (1944). The botany of Citrus and its wild relatives. p. 129—474.

## Роды и некоторые виды, названные в честь У. Т. Суингла
- Swinglea Merr., 1927
- Brandisia swinglei Merr., 1918
- Chirita swinglei (Merr.) W.T.Wang, 1981
- Citrus swinglei Burkill ex Harms, 1931
- Coelocarpum swinglei Moldenke, 1950
- Distephanus swinglei (Humbert) H.Rob. & B.Kahn, 1986
- Pilea swinglei Merr., 1918